# Случайные американцы
Случайные американцы (англ. accidental Americans) — термин, применяемый специалистами по налогам в отношении людей, которые технически, в силу особенностей американского законодательства, являются американскими гражданами, но не имеют с США никакой связи и могут даже не догадываться о своём статусе, пока до них не дотянется рука налогового управления США. Согласно американским законам, доходы американцев — как граждан, так и обладателей зелёной карточки постоянного резидента — независимо от их места проживания — подлежат американскому налогообложению и к ним предъявляются те же требования в отношении отчётности, что и к резидентам США.
Американский закон, за редкими исключениями, считает американскими гражданами всех тех, кто родился на американской территории, даже от неграждан («право земли») и, в некоторых случаях, рождённых от хотя бы одного родителя-американца («право крови»), даже за границей. Дети могут получить зелёную карточку через родителей, не зная об этом. Выехал ли такой американец или резидент из США во младенчестве и никогда более не возвращался или даже вообще никогда не был в США, при этом не важно.
Случайные американцы могут столкнуться с банковскими проблемами в своей стране (как нарушители FATCA или FBAR) или обнаружить, что не могут въехать в США по своему не-американскому паспорту.